# Melanargia minima
Melanargia minima är en fjärilsart som beskrevs av Constant Vincent Houlbert 1923. Melanargia minima ingår i släktet Melanargia och familjen praktfjärilar. Inga underarter finns listade i Catalogue of Life.